# الجامعة الإسلامية بالنيجر
الجامعة الإسلامية بالنيجر تقع في مدينة ساي جنوب غرب النيجر.
صدر قرار بتأسيس الجامعة من منظمة التعاون الإسلامي سنة 1974 م، وبعدها في آب 1975 م انشئت «جمعية النيجر الإسلامية» ووضعت خطط لتأسيس جامعة إسلامية في البلاد، لكن الجامعة لم تبدأ بإستقبال الطلاب إلى سنة 1986 م. تخرج منها حتى عام 2013 م أكثر من سبعة آلاف طالب وطالبة من أكثر من 20 دولة أفريقية. إلا أن الجامعة واجهت في تاريخيها أزمات مالية متكررة أدت في بعض المراحل إلى إغلاقها.
تصدر عن الجامعة منذ 1995 م دورية أكاديمية سنوية بعنوان «حوليات الجامعة الإسلامية بالنيجر».